# Norwegischer Fußballpokal der Männer 1903
Der norwegische Fußballpokal 1903 (kurz auch NM-Cup 1903 genannt) war die zweite Austragung des Fußballpokalwettbewerbs der Männer. Im Finale kam es zur Neuauflage des letztjährigen Endspiels. Pokalsieger wurde der Odds BK durch ein 1:0 im Finale gegen SK Grane Nordstrand.

## Halbfinale
| Datum      |               | Ergebnis |                     |
| ---------- | ------------- | -------- | ------------------- |
| 21.09.1903 | Porsgrunds FK | 0:1      | SK Grane Nordstrand |
| 22.09.1903 | Lyn Oslo      | 0:1      | Odds BK             |

## Finale
| Odds BK                                                  | Odds BK | SK Grane Nordstrand | SK Grane Nordstrand |
| -------------------------------------------------------- | --- | --- | ------------------- |
| Odds BK                                                  | \| Finale \| \| 22. September 1903 in Kristiania (Gamle-Frogner-Stadion) \| \| Ergebnis: 1:0 (?:0) \| \| Schiedsrichter: Finn Hagemann \| \| Spielbericht \|            | \| Finale \| \| 22. September 1903 in Kristiania (Gamle-Frogner-Stadion) \| \| Ergebnis: 1:0 (?:0) \| \| Schiedsrichter: Finn Hagemann \| \| Spielbericht \| | SK Grane Nordstrand |
| Odds BK                                                  | Andrew Johnsen – Guttorm Hol, Erling Jensen – Johan Schrøder, Paul Riis, Gustav Isaksen – Petter Hol, Finn Munster, Ølvind Gundersen, Berthold Pettersen, Daniel Gasman | | SK Grane Nordstrand |
| Odds BK                                                  | 1:0 Daniel Gasman | | SK Grane Nordstrand |
| Finale                                                   | | |                     |
| 22. September 1903 in Kristiania (Gamle-Frogner-Stadion) | | |                     |
| Ergebnis: 1:0 (?:0)                                      | | |                     |
| Schiedsrichter: Finn Hagemann                            | | |                     |
| Spielbericht                                             | | |                     |